# Fairbourne Heath (Kent)
Fairbourne Heath est un village du Kent, en Angleterre.